# Monety euro
Monety euro są środkiem płatniczym we wszystkich krajach strefy euro.
Pierwsze monety euro zostały wybite we Francji w 1998 r
Narodowe banknoty i monety miały pozostać w obiegu do momentu całkowitego przejścia na euro 1 stycznia 2002 roku (transakcje bezgotówkowe z kolei już w 1999 roku).
Jedno euro dzieli się na 100 centów; bitych jest osiem rodzajów monet.

## Dane techniczne[3]
| Nominał   | Średnica (mm) | Grubość (mm) | Masa   | Rant                                                                       | Obraz rantu | Tworzywo/metal                                                                         |
| --------- | ------------- | ------------ | ------ | -------------------------------------------------------------------------- | ----------- | -------------------------------------------------------------------------------------- |
| 1 cent    | 16,25 mm      | 1,67 mm      | 2,30 g | gładki                                                                     |             | stal pokryta miedzią (94,35% Fe, 5,65% Cu)                                             |
| 2 centy   | 18,75 mm      | 1,67 mm      | 3,06 g | gładki z rowkiem                                                           |             | stal pokryta miedzią (94,35% Fe, 5,65% Cu)                                             |
| 5 centów  | 21,25 mm      | 1,67 mm      | 3,92 g | gładki                                                                     |             | stal pokryta miedzią (94,35% Fe, 5,65% Cu)                                             |
| 10 centów | 19,75 mm      | 1,93 mm      | 4,10 g | kształtowana z drobnym frezem (40 rowków)                                  |             | nordyckie złoto (89% Cu, 5% Al, 5% Zn, 1% Sn)                                          |
| 20 centów | 22,25 mm      | 2,14 mm      | 5,74 g | gładki z 7 żłobieniami (hiszpański kwiat)                                  |             | nordyckie złoto (89% Cu, 5% Al, 5% Zn, 1% Sn)                                          |
| 50 centów | 24,25 mm      | 2,38 mm      | 7,80 g | kształtowany z drobnym frezem (50 rowków)                                  |             | nordyckie złoto (89% Cu, 5% Al, 5% Zn, 1% Sn)                                          |
| 1 euro    | 23,25 mm      | 2,33 mm      | 7,50 g | karbowany z przerwami (3 × 29 rowków)                                      |             | Pierścień: mosiądz (75% Cu, 20% Zn, 5% Ni) Rdzeń: miedzionikiel, nikiel, miedzionikiel |
| 2 euro    | 25,75 mm      | 2,20 mm      | 8,50 g | wytłaczany (każdy kraj ma własny grawerunek), drobno karbowana (252 rowki) |             | Pierścień: miedzionikiel (75% Cu, 25% Ni) Rdzeń: mosiądz, nikiel, mosiądz              |

### Konstrukcja
Monety o nominałach 1 i 2 euro składają się z pierścienia oraz rdzenia. Wykorzystano w nich technikę łączenia dwóch metali (tzw. technika bimetalowa). Monety 1 euro mają pierścień w kolorze złotym (miedzionikiel), a rdzeń w kolorze srebrnym (wykonany jest z 3 warstw: miedzioniklu, niklu i znów miedzioniklu). Z kolei 2 euro odwrotnie – pierścień srebrny (miedzionikiel), a rdzeń złoty (wykonany z 3 warstw: mosiądzu niklowego, niklu i ponownie mosiądzu niklowego).

### Awers i rewers
Zgodnie z Dziennikiem Urzędowym Unii Europejskiej oraz tradycją numizmatyczną, awers określa kraj emitenta. W przypadku monet euro awersem jest strona narodowa, która przedstawia wybrany motyw danego kraju. Rewersem monet euro jest strona wspólna, przedstawiająca nominał.
W niektórych tłumaczeniach rekomendacji Komisji Europejskiej – między innymi na język polski – pojawiały się niewłaściwe przekłady, co doprowadziło do błędnej interpretacji o niezgodności nazewnictwa z tradycja numizmatyczną. O ile w dokumencie z dnia 29 września 2003 zarówno w wersji angielskiej, jak i polskiej, mówi się o „narodowym awersie monet euro”, to w angielskiej wersji językowej rekomendacji z 19 grudnia 2008 zostało użyte zostało sformułowanie „the national sides of the euro coins”, a w polskiej wersji „rewersy narodowe monet euro”. Dla uniknięcia nieporozumień Komisja Europejska zamieściła sprostowanie do polskiej wersji językowej tego dokumentu, zgodnie z którym określenie „rewers narodowy” zostało zastąpione określeniem „strona narodowa”. Dla uniknięcia dalszych nieporozumień, w oficjalnych dokumentach zalecane jest właśnie używanie określeń strona wspólna oraz strona narodowa.

### Strona wspólna (rewers)
Monety każdego kraju mają wspólne rewersy. Zostały zaprojektowane przez belgijskiego projektanta, Luca Luycxa, przez co znajdują się na nim jego inicjały „LL”.
Wszystkie monety mają po 12 gwiazd. Na monetach 1, 2 i 5 centów Europa przedstawiona jest jako kontynent w odniesieniu do świata. 10, 20 i 50 centów do 2007 roku obrazowały wyłącznie kraje strefy euro z wyraźnie zaznaczonymi granicami (wyjątkiem była np. Wielka Brytania). Obecnie przedstawiają całą Europę bez zaznaczenia granic między państwami, tak samo jak nominały 1 i 2 euro.

### Strona narodowa (awers)

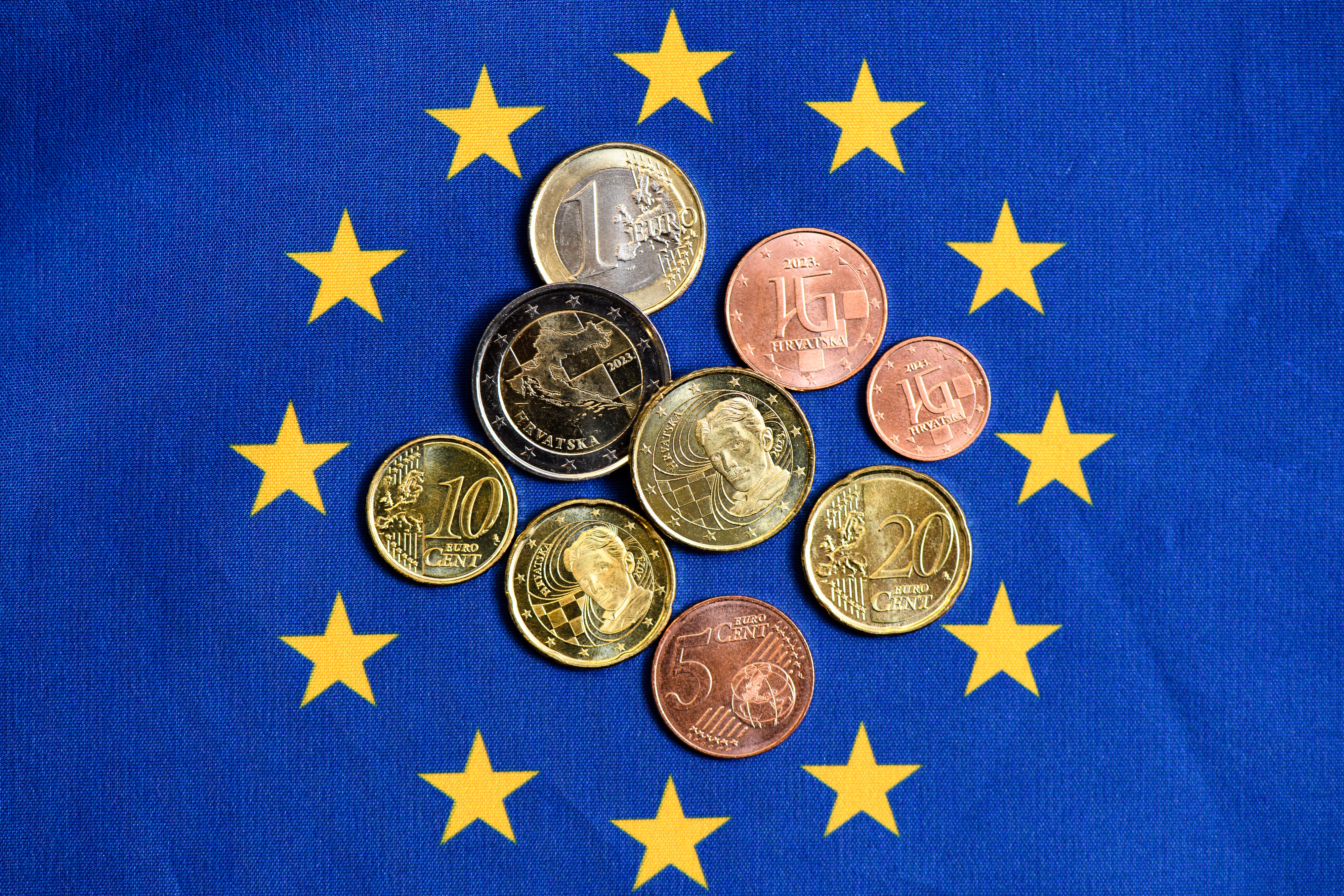
Chorwackie monety euro

Każdy kraj należący do strefy euro i posiadający prawo do bicia monet, posiada własny rodzaj awersu. Monety poszczególnych państw to kolejno:
- andorskie monety euro
- austriackie monety euro
- belgijskie monety euro
- chorwackie monety euro
- cypryjskie monety euro
- estońskie monety euro
- fińskie monety euro
- francuskie monety euro
- greckie monety euro
- hiszpańskie monety euro
- holenderskie monety euro
- irlandzkie monety euro
- litewskie monety euro
- luksemburskie monety euro
- łotewskie monety euro
- maltańskie monety euro
- monakijskie monety euro
- niemieckie monety euro
- portugalskie monety euro
- monety euro z San Marino
- słowackie monety euro
- słoweńskie monety euro
- watykańskie monety euro
- włoskie monety euro.

Z Andorą w 2011 roku zawarte zostało porozumienie walutowe, na mocy którego od 2013 państwo to może wydawać własne monety. Nie ma jednak podobnych umów z Kosowem czy z Czarnogórą.

### Obecny wygląd
W celu uwzględnienia rozszerzenia Unii Europejskiej w 2004 i 2007 roku, zdecydowano się na małą zmianę wyglądu monet. Nowy projekt zawiera wszystkie elementy starego, usunięto jednak granice kontynentalne, a państwa przedstawione są jako część kontynentu.
Cypr został umieszczony setki kilometrów bliżej w kierunku północno-zachodnim, tak aby zmieścił się na stylizowanej mapie. Na nominałach 1 i 2 euro wyspa przedstawiona jest bezpośrednio na wschód od kontynentalnej Grecji, natomiast na monetach 10, 20 i 50 centów leży dokładnie pod Kretą. Komisja Europejska chciała uwzględnić także Turcję na mapie, na co nie zgodziła się Rada Unii Europejskiej.
1-, 2- i 5-centówki pozostały niezmienione. Nie ma planów, aby znieść narodowe awersy na najmniejszych nominałach. Propozycję taką dała jednak Komisja Unii Europejskiej, w celu zmniejszenia kosztów produkcji monet.
Obecnie awers monet musi również zawierać nazwę państwa (zasada, której obecnie nie przestrzegają Niemcy i Grecja; Belgia, Francja i Włochy używają skrótu zamiast pełnej nazwy państwa).
W związku z zaleceniem Komisji Europejskiej z dnia 19 grudnia 2008 zmiany awersów nie są możliwe poza następującymi wyjątkami:
- kiedy obecny wygląd strony narodowej monety nie jest do końca zgodny z wytycznymi unijnymi (np. Niemcy, Grecja, Holandia, Austria i Luksemburg – brak nazwy państwa-emitenta),
- kiedy moneta przedstawia wizerunek głowy państwa, można jej wygląd zaktualizować najwcześniej po 15 latach (wyjątkiem jest abdykacja lub śmierć głowy państwa – wtedy zasada nie obowiązuje; tak jak stało się to po śmierci Jana Pawła II w Watykanie).

## Obieg
| Nominał | Liczba monet w obiegu | Udział ilościowy | Wartość obiegowa | Udział wartościowy |
| ------- | --------------------- | ---------------- | ---------------- | ------------------ |
| 1 cent  | 20 479 mln            | 24%              | 205 mln €        | 1,0%               |
| 2 cent  | 16 605 mln            | 19%              | 332 mln €        | 1,6%               |
| 5 cent  | 13 944 mln            | 16%              | 697 mln €        | 3,3%               |
| 10 cent | 10 934 mln            | 13%              | 1 093 mln €      | 5,2%               |
| 20 cent | 8 587 mln             | 10%              | 1 717 mln €      | 8,2%               |
| 50 cent | 4 956 mln             | 6%               | 2 478 mln €      | 11,8%              |
| 1 euro  | 6 126 mln             | 7%               | 6 126 mln €      | 29,2%              |
| 2 euro  | 4 161 mln             | 5%               | 8 321 mln €      | 39,7%              |
| Razem   | 85 792 mln            | 100%             | 20 970 mln €     | 100%               |

W sierpniu 2009 roku w obiegu znajdowało się około 86 mld monet euro o łącznej wartości prawie 21 mld euro. Wartość obiegowa monet rośnie wraz z ich nominałem: 1% wartości obiegowej monet przypada na monety 1-centowe, ale aż 40% na monety 2 euro. Im większy nominał monety, tym jest ona mniej liczna (wyjątkiem jest nominał 1 euro – ta moneta jest liczniejsza od monety 50-centowej).
W porównaniu z banknotami euro, monety stanowią jedynie 2,7% całkowitego obiegu gotówki o wartości około 768 mld euro.

## Próby podrabiania
Zużyte monety o powyższych nominałach są niszczone poprzez oddzielenie pierścienia od rdzenia. Jedna z grup przestępczych działająca na terenie Chin i Niemiec wykorzystywała monety 1 i 2 euro, które zostały wycofane przez niemiecki bank centralny (Bundesbank). Następnie taki bilon był kupowany jako złom i wywożony do Chin. Tam ponownie je stapiano i wymieniano na gotówkę, przez co mogły wrócić do obiegu. Aferę wykryto w marcu 2011 roku, a gang zdążył podrobić 29 ton monet o wartości 6 mln euro.